# 淨福寺 (高梁市)
淨福寺（じょうふくじ）は、岡山県高梁市成羽町布寄にある浄土真宗本願寺派の寺院。山号は清瀧山。

## 歴史
- 永禄元年（1558年）、山下加賀守（法名は浄元）が創建。

## 境内
- 楼門
- 本堂　天保年間の再建という。

## 関連資料
- 『神社仏閣を巡る まいられぇ岡山』山陽新聞社（2017年版、41頁）